# Riders of the Purple Sage (1918)
Riders of the Purple Sage is een Amerikaanse western uit 1918 onder regie van Frank Lloyd. Het scenario is gebaseerd op de gelijknamige roman uit 1912 van de Amerikaanse auteur Zane Grey. Destijds werd de film in Nederland uitgebracht onder de titel Lassiter, de schrik der mormonen.

## Verhaal
Lassiter neemt ontslag bij de Texas Rangers en gaat op zoek naar een groep mormonen, die zijn zus hebben geschaakt. In een stadje op de grens met Utah maakt hij kennis met de familie Withersteen. Hij wordt er verliefd op Jane, de dochter des huizes. Hij sluit ook vriendschap met Venters en hij helpt hem om een bende veedieven op te sporen.

## Rolverdeling
| Acteur             | Personage   |
| ------------------ | ----------- |
| William Farnum     | Lassiter    |
| William Scott      | Venters     |
| Marc B. Robbins    | Dyer        |
| Murdock MacQuarrie | Tull        |
| Mary Mersch        | Jane        |
| Kathryn Adams      | Millie      |
| Nancy Caswell      | Fay Larkin  |
| J. Holmes          | Jerry Carol |
| Buck Jones         | Cowboy      |
| Jack Nelson        | Cowboy      |